# سنت-مور، اندر
سنت-مور، اندر (به فرانسوی: Saint-Maur) یک کمون در فرانسه است که در اندر واقع شده‌است. سنت-مور ۸۷٫۹۱ کیلومتر مربع مساحت و ۳٬۵۳۱ نفر جمعیت دارد و ۱۵۴ متر بالاتر از سطح دریا واقع شده‌است.